# Камень-Каширский район
Ка́мень-Каши́рский райо́н (укр. Камінь-Каширський район) — административная единица на северо-востоке Волынской области Украины. Административный центр — город Камень-Каширский.

## География
Площадь района — 4679,7 км² (в старых границах до 2020 года — 1747 км²).

### Расположение
Район расположен в северо-восточной части области. На севере граничит — с Дрогичинским, и Ивановским районами Брестской области, Республики Беларусь. На востоке — с Варашским районом Ровненской области, на юге — с Луцким районом, на западе — с Ковельским районом.

### Гидрография
Основные реки — Стоход, Стобыховка, Ясиновка, Турия, Цир.

## История
Район образован в УССР в 1940 году.
17 июля 2020 года в результате административно-территориальной реформы район был укрупнён, в его состав вошли территории:
- Камень-Каширского района,
- Любешовского района,
- Маневичского района (кроме Колковского поселкового совета, а также Боровичевского, Великоосницкого, Годомичевского, Гораймовского, Копыльевского, Красновольского, Куликовичевского, Рудниковского, Старосельского, Четвертнянского и Черныжевского сельских советов).

## Население
Численность населения района в укрупнённых границах — 132,4 тыс. человек.
Численность населения района в границах до 17 июля 2020 года по состоянию на 1 января 2020 года — 63 919 человек, из них городского населения — 12 477 человек (город Камень-Каширский), сельского — 51 442 человека.
Численность наличного население района, на 1 декабря 2013 года составляло 63 403 человека (2-е место среди районов), в том числе в городских условиях проживали 12 198 человек (19,24 %), в сельских — 51 205 (80,76 %). Постоянное население — 63 693 человека, в том числе городское население — 12 020 человек (18,87 %), сельское — 51 673 человека (81,13 %).

## Административное устройство
Район в укрупнённых границах с 17 июля 2020 года делится на 5 территориальных общин (громад), в том числе 1 городскую, 2 поселковые и 2 сельские общины (в скобках — их административные центры):
- Городские:
  - Камень-Каширская городская община (город Камень-Каширский);
- Поселковые:
  - Любешовская поселковая община (посёлок Любешов),
  - Маневичская поселковая община (посёлок Маневичи);
- Сельские:
  - Прилесненская сельская община (село Прилесное),
  - Сошичненская сельская община (село Сошично).

### История деления района
Количество местных советов (рад) в старых границах района до 17 июля 2020 года:
- городских — 1
- поселковых — 0
- сельских — 31

Количество населённых пунктов в старых границах района до 17 июля 2020 года:
- городов районного значения — 1 (Камень-Каширский)
- посёлков городского типа — 0
- сёл — 64
- посёлков сельского типа — 0

Всего — 65 населённых пунктов.